# 哈斯贝根 (威悉河畔宁堡县)
哈斯贝根是德国下萨克森州的一个市镇。总面积17.07平方公里，总人口1557人，其中男性784人，女性773人（2011年12月31日），人口密度91人/平方公里。